# Piero Barone
Piero Barone (ur. 24 czerwca 1993 roku w Naro, prowincja Agrigento) – włoski piosenkarz, członek włoskiego operowo-popowego trio Il Volo.

## Dzieciństwo
Piero spędził swoje dzieciństwo na Sycylii, w małej miejscowości Naro, niedaleko Agrigento. Jest drugim dzieckiem Gaetano Barone i Eleonory Ognibene. Ma starszego brata, Francesca, oraz młodszą siostrę, Marięgrazię.  Jego talent do śpiewania, gdy miał pięć lat, odkrył jego dziadek, Pietro Ognibene. Piero przez cały okres swojego kształcenia w szkole, uczęszczał na lekcje śpiewu oraz gry na pianinie.  Był też członkiem chóru kościelnego oraz śpiewał na ślubach. Wygrywał wiele muzycznych konkursów dla dzieci w swoim regionie.

## Kariera muzyczna
W 2009 roku wziął udział w programie Ti lascio una Canzone organizowanym przez włoską stację Rai 1. Szczególnie szczęśliwym dla niego epizodem w tym konkursie był odcinek czwarty, w którym udało mu się wygrać z piosenką Un Amore Cosi Grande. W programie udział wzięli również Ignazio Boschetto oraz Gianluca Ginoble, który ostatecznie wygrał finał programu. W czwartym odcinku programu cała trójka zaśpiewała razem piosenkę O’ sole mio, a po zakończeniu odcinka zdecydowali się na utworzenie zespołu Il Volo.
W 2010 razem z Boschetto i Ginoble wziął udział w tworzeniu piosenki „We Are The World 25 for Haiti”. Od roku 2011, ich kariera zaczęła się prężnie rozwijać na terenie USA, a następnie we Włoszech i Ameryce Południowej. W 2015 roku wygrali finał Festiwalu Piosenki Włoskiej w San Remo z utworem „Grande amore”, z którym reprezentowali Włochy w 60. Konkursie Piosenki Eurowizji organizowanym w Wiedniu. 23 maja wystąpili w finale imprezy i zajęli ostatecznie trzecie miejsce w finale z 292 punktami na koncie, dzięki czemu zdobyli uznanie i sławę w Europie.
W 2016 roku Il Volo wystąpiło z projektem Notte Magica - Tribute to Three Tenors. Na płycie o tym samym tytule znalazł się zapis koncertu, które trio zagrało w hołdzie „Trzem Tenorom”, czyli Plácido Domingo, José Carrerasowi i Luciano Pavarottiemu. Koncert miał miejsce we Florencji na Piazza Santa Croce. Trasa koncertowa z orkiestrą symfoniczną przypada na 2017 rok.